# 美里町立砥用中学校
美里町立砥用中学校（みさとちょうりつ ともちちゅうがっこう）は熊本県下益城郡美里町原町にある公立の中学校。

## 概要
歴史
砥用町内の下記の中学校2校が1982年（昭和57年）に統合して開校。現校名になったのは2004年（平成16年）。2022年（令和4年）に創立40周年を迎えた。
- 砥用町立砥用西小学校（ともちにし）
- 砥用町立砥用東小学校（ともちひがし）

校訓
「自主・責任・実践」
校章
楠の若葉を背景にして、旧・砥用町の町章（「と」の文字を図案化）を中央に置き、その中に「中」の文字を配している。
校歌
作詞は上野一徳、作曲は本住己未生による。歌詞は3番まであり、各番の歌詞中に校名の「砥用中」が登場する。
通学区域
- 美里町立砥用小学校区
- 美里町立励徳小学校区。

## 沿革
旧・砥用西中学校（ともちにし）

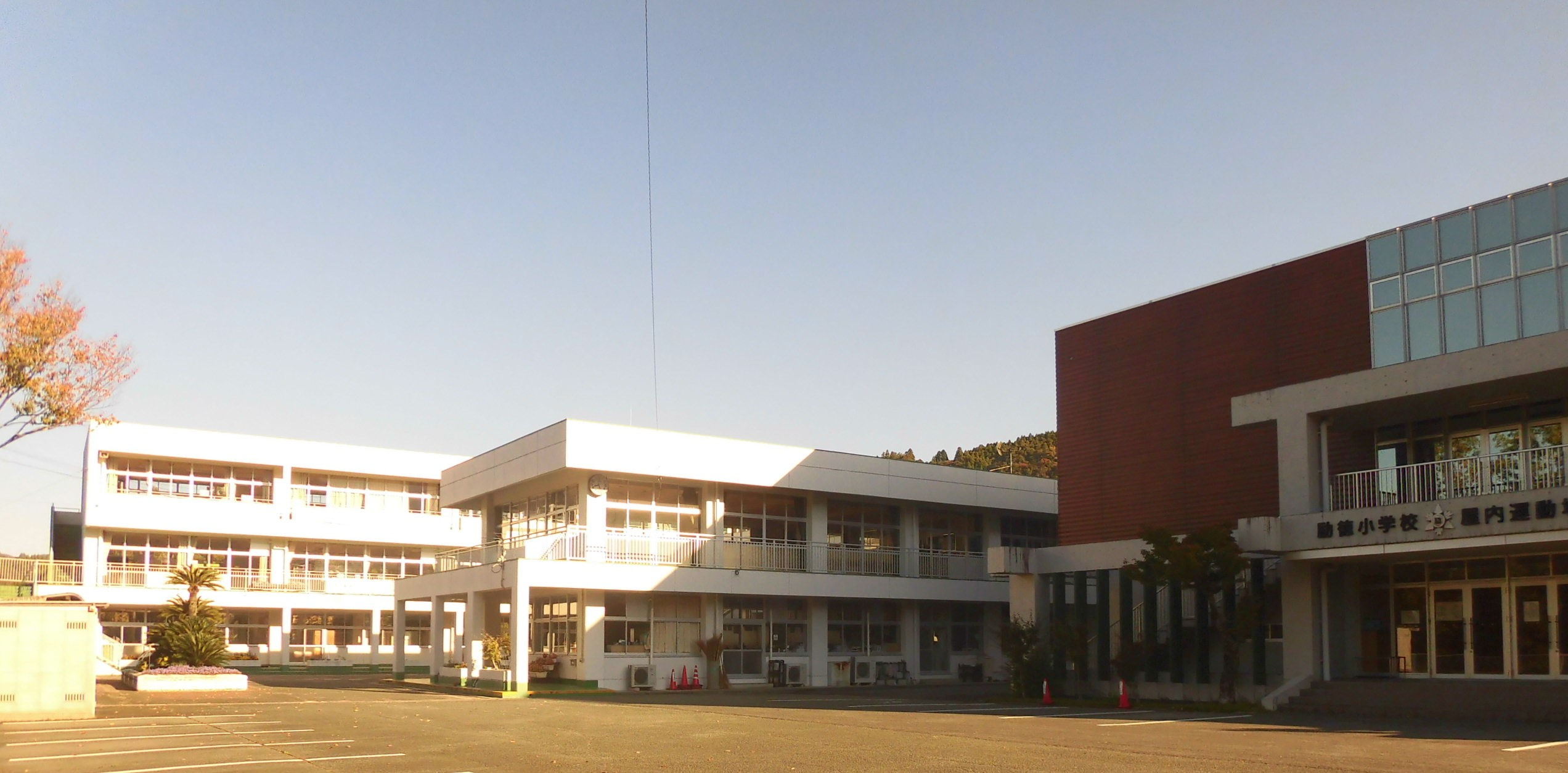
砥用東中学校跡に建つ励徳小学校

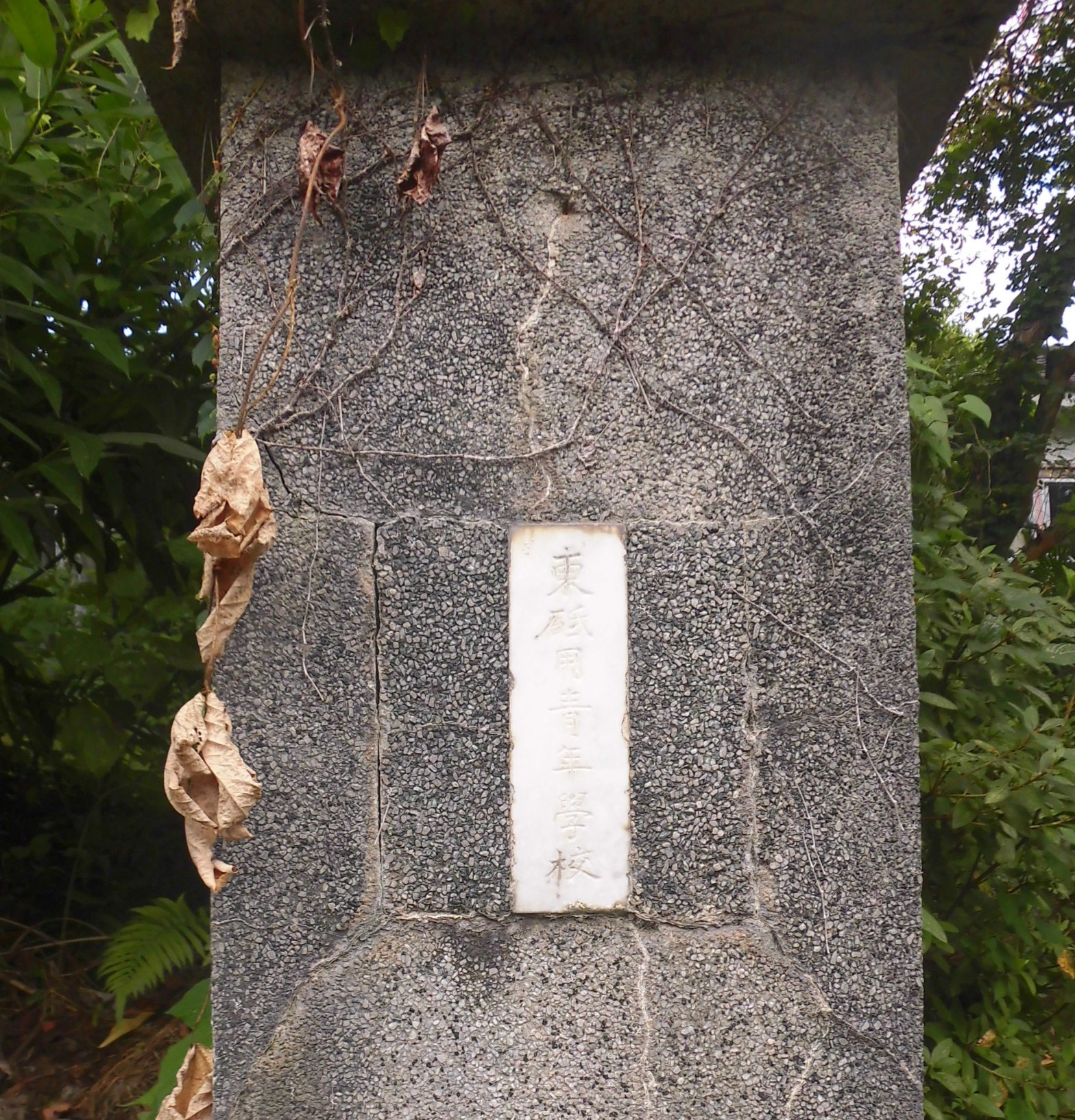
旧・東砥用青年学校の門柱
（旧・畝野小学校敷地内）

- 1947年（昭和22年）- 学制改革が行われる（六・三制の実施）。
  - 4月1日 - 砥用国民学校初等科は、新制小学校「砥用町立砥用小学校」に改組・改称。
  - 4月 - 砥用国民学校高等科は青年学校普通科とともに、新制中学校「砥用町立砥用中学校」に改組・改称。当初、小学校に併設される。初代校長に境勉が着任。
  - 4月22日 - 開校式を挙行。
- 1948年（昭和23年）
  - 1月 - 男女共学となる。
  - 3月31日 - 青年学校が廃止される。
  - 4月 - 小学校講堂を間借りし、教室として使用。
- 1950年（昭和25年）
  - 5月 - 独立校舎（第一期工事）が完成し、2・3年生を収容。校歌を制定。
  - 9月 - プールが完成。
- 1951年（昭和26年）
  - 3月 - 独立校舎（第二期工事）が完成し、1年生を収容。小学校との併設を解消。
  - 8月 - 畜舎が完成。
- 1954年（昭和29年）
  - 3月 - 独立校舎（第三期工事）が完成。
  - 6月 - 自転車置き場・購買部が完成。
- 1955年（昭和30年）
  - 4月1日 - 砥用町と東砥用村の合併により、「砥用町立砥用西中学校」に改称（「西」を付加）。
  - 7月1日 - 隣村の中央村から、今・坂貫・下草野・岩野の一部（九尾）が砥用町に編入。
  - 9月 - 中央村から編入された地区の生徒が中央村立中央南中学校[3]から編入。
- 1957年（昭和32年）4月 - 同年6月に下草野地区が中央村に編入（復帰）することになり、該当地区の児童が中央村立中央南中学校[3]に転出。
- 1960年（昭和35年）4月 - 校区改定により、砥用東中学校から豊富小学校[4]区の桑野・竹の原・中岳以外の地域が移管される。
- 1982年（昭和57年）3月31日 - 砥用町立砥用中学校への統合により閉校。35年の歴史に幕を閉じる。校地・校舎は新設の砥用中学校に継承される。
  - 最終所在地 - 熊本県下益城郡砥用町原町330番地（北緯32度37分12.9秒 東経130度52分03.2秒 / 北緯32.620250度 東経130.867556度）
  - 校歌 - 1950年（昭和25年）制定。作詞は斉藤志鉄と西寺東皐、作曲は中川くに子による。歌詞は3番まであり、各番の歌詞中に校名の「砥中」が登場。

旧・砥用東小学校（ともちひがし）
- 1947年（昭和22年）- 学制改革が行われる（六・三制の実施）。
  - 4月1日 - 東砥用国民学校初等科は、新制小学校「東砥用村立東砥用小学校[5]」に改組・改称。
  - 4月 - 東砥用国民学校高等科は青年学校普通科とともに、新制中学校「東砥用村立東砥用中学校」に改組・改称。当初、小学校に併設される。
- 1948年（昭和23年）3月31日 - 東砥用青年学校（東砥用小学校に併置）の廃止により、校舎が中学校に移管される。
- 1949年（昭和24年）9月 - 最終所在地に新校舎（第一期工事）が完成。
- 1950年（昭和25年）8月 - 運動場を拡張。
- 1952年（昭和27年）4月 - 新校舎（第二期工事）が完成。
- 1955年（昭和30年）4月1日 - 砥用町と東砥用村の合併により、「砥用町立砥用東中学校」に改称（「東」の位置を変更）。
- 1957年（昭和32年）3月 - 5教室が完成。
- 1960年（昭和35年）
  - 4月 - 校区改定により、豊富小学校[4]区の桑野・竹の原・中岳を残して、それ以外は砥用西中学校へ移管。
  - 12月 - 運動場を拡張。
- 1961年（昭和36年）
  - 3月 - 校舎を増築。
  - 9月 - 運動場を拡張。
  - 10月 - 体育館が完成。
- 1982年（昭和57年）3月31日 - 砥用町立砥用中学校への統合により閉校。35年の歴史に幕を閉じる。
  - 最終所在地 - 熊本県下益城郡砥用町畝野1944番地（北緯32度38分22.7秒 東経130度55分07.8秒 / 北緯32.639639度 東経130.918833度）
  - 校歌 - 作詞は北島道治、作曲は近衛秀磨による。歌詞は3番まであり、各番の歌詞中に校名の「砥用東中学」が登場。
  - 跡地には、同年新設の砥用町立励徳小学校が移転し、校地・校舎を継承している。

統合・砥用中学校
- 1982年（昭和57年）
  - 4月1日 - 上記2校が統合の上、「砥用町立砥用中学校」が開校。
  - 4月9日 - 開校式を挙行。
- 1991年（平成3年）- 柔剣道場が完成。
- 1992年（平成4年）
  - 10月 - パソコン室が完成。
  - 11月 - 楽焼き釜が完成。
- 1994年（平成6年）12月 - プールを改修。
- 2003年（平成15年）2月 - 体育館が完成。
- 2004年（平成16年）11月1日 - 2町（中央・砥用）合併により、「美里町立砥用中学校」（現校名）に改称。

## 交通アクセス
最寄りのバス停留所
- 熊本バス 「砥用・学校前」停留所

最寄りの幹線道路
- 国道218号・国道445号 「三和」交差点

## 周辺
- 美里町役場 砥用庁舎
- 美里町立砥用小学校
- はちす保育園
- 砥用音楽幼稚園
- 砥用郵便局
- 肥後銀行砥用支店
- JA熊本うき砥用出張所
- 善通寺